# Куява (Бродницький повіт)
Куява (пол. Kujawa) — село в Польщі, у гміні Осек Бродницького повіту Куявсько-Поморського воєводства.
Населення — 231 особа (2011).
У 1975-1998 роках село належало до Торунського воєводства.

## Демографія
Демографічна структура станом на 31 березня 2011 року:
|          | Загалом | Допрацездатний вік | Працездатний вік | Постпрацездатний вік |
| -------- | ------- | ------------------ | ---------------- | -------------------- |
| Чоловіки | 105     | 18                 | 79               | 8                    |
| Жінки    | 126     | 36                 | 68               | 22                   |
| Разом    | 231     | 54                 | 147              | 30                   |